# Alena Krátká
Alena Krátká (* 16. května 1946) byla česká a československá politička a bezpartijní poslankyně Sněmovny lidu Federálního shromáždění za normalizace.

## Biografie
K roku 1981 se profesně uvádí jako administrativní pracovnice. Ve volbách roku 1981 zasedla do Sněmovny lidu (volební obvod č. 21 - Kolín, Středočeský kraj). Mandát obhájila ve volbách roku 1986 (obvod Kolín). Ve Federálním shromáždění setrvala do konce funkčního období, tedy do svobodných voleb roku 1990. Netýkal se jí proces kooptací do Federálního shromáždění po sametové revoluci.